# Wind Tre
Wind Tre S.p.A. es una empresa de telecomunicaciones italiana del grupo CK Hutchison Holdings Limited, que ofrece servicios de telefonía móvil y fija.
Nació el 31 de diciembre de 2016 de la fusión de dos empresas de telecomunicaciones italianas, 3 Italia y Wind Telecomunicazioni, controladas respectivamente por CK Hutchison Holdings y VimpelCom.
Desde el 7 de septiembre de 2018, CK Hutchison Holdings es el único accionista de Wind Tre ya que, tras la aprobación de la Comisión Europea, el grupo de Hong Kong completó la adquisición del 50% restante de la empresa a VEON (anteriormente VimpelCom).
A partir de 2022, es el primer operador de telefonía móvil italiano en SIM HUMAN, tercero después de TIM y Vodafone en total de tarjetas activas.

## Historia
El 31 de diciembre de 2016, se completó el proyecto para crear una empresa conjunta igualitaria entre CK Hutchison Holdings (propietario de 3) y VimpelCom (propietario de Wind). El proyecto preveía la fusión de Wind Telecomunicazioni S.p.A. y H3G S.p.A. en Wind Tre S.p.A.
El 7 de septiembre de 2018, VEON (anteriormente VimpelCom) vendió su participación del 50% en Wind Tre a CK Hutchison Holdings, que se convirtió así en el único accionista.
A pesar de la fusión, la empresa mantuvo activas las marcas Wind, 3 Italia e Infostrada (a excepción de Wind Business y 3 Business que pasaron a ser Wind Tre Business el 23 de mayo de 2017) hasta el 16 de marzo de 2020, cuando la empresa inició un proceso de cambio de marca que condujo al nacimiento de las marcas unificadas Wind Tre, Wind Tre Business y Very Mobile (nacida el 24 de febrero de 2020 como operador de red móvil virtual para competir con Iliad, ho-mobile y Kena Mobile). Very Mobile fue el primer OMV en comercializar sus ofertas también en eSIM y experimentar con la tecnología VoWiFi.